# Choquinha-de-garganta-carijó
Formigueirinho-de-garganta-ponteada ou choquinha-de-garganta-carijó (nome científico: Epinecrophylla haematonota) é uma espécie de ave da família Thamnophilidae, antes alocada no gênero Myrmotherula.
Pode ser encontrada nos seguintes países: Bolívia, Brasil, Colômbia, Equador, Peru e Venezuela.
Os seus habitats naturais são: florestas subtropicais ou tropicais húmidas de baixa altitude.